# Kadikcsan
Kadikcsan (oroszul: Кадыкчан) elhagyott város Oroszország Magadani területén. A fénykorában több mint tízezer fős településről egy 1996-os bányabalesetet követően kitelepítették a lakosokat.   

## Történet
A várost a második világháború idején alapították, kezdetben fogolytáborként a helyi nagy kiterjedésű szénmező kitermelésére. A bányában gulag-foglyok dolgoztak, többek között a híres író, Varlam Salamov is. A 400 méteres mélységet is elérő tárnákból főleg az arkagalini hőerőmű számára bányászták a szenet. Később a foglyok helyét munkások vették át.  
Kadikcsan fejlődése három ütemben zajlott le, ezek során három városrész jött létre, Ó-, Új- és Legújabb-Kadikcsan. Közülük Legújabb-Kadikcsan messzebb (mintegy 2-4 km-re) fekszik a bányáktól és felépítése után elsősorban itt koncentrálódtak a lakóövezetek, a másik két városrész ipari jellegűvé vált; a bánya és kiszolgáló üzemei mellett főleg az élelmiszerellátást szolgáló kertek, üvegházak, sertéshizlaldák létesültek. A városnak voltak boltjai, üzletei, iskolája, középiskolája, kórháza, sőt még mozija és étterme is.

## Lakossága
| Év   | Teljes népesség |
| 1970 | 3 378           |
| 1979 | 4 764           |
| 1986 | 10 270          |
| 1989 | 5 794           |
| 2002 | 875             |
| 2007 | 227             |
| 2010 | 0               |
| 2012 | 1               |

### Az elnéptelenedés
A város lakosságának visszaesése a 80-as években kezdődött, de drasztikus csökkenés csak 1996-ban lett tapasztalható, az 1996 szeptemberében bekövetkezett baleset miatt. A bányában robbanás történt, amitől begyulladt a szénmező és a bányamérnökök képtelenek voltak eloltani. A bányákat bezárták, a lakosoknak segélyt (szolgálati időtől függően 80-120 ezer rubelt) biztosítottak az elköltözéshez. Bár a többség elköltözött, 2001-ben még mindig laktak négy utcában, és 2009-ben is meghaladta a lakosok száma a kétszázat. 2012-re azonban már csak egy embert, bizonyos Jurij Opolonszkijt regisztráltak, aki két kutyájával lakott együtt. Opolonszkij vadászatból tartja el magát.

## Fordítás
Ez a szócikk részben vagy egészben  a(z)   Кадыкчан című orosz Wikipédia-szócikk ezen változatának fordításán alapul.  Az eredeti cikk szerkesztőit annak laptörténete sorolja fel. Ez a jelzés csupán a megfogalmazás eredetét és a szerzői jogokat jelzi, nem szolgál a cikkben szereplő információk forrásmegjelöléseként.
1. ↑  https://rosstat.gov.ru/compendium/document/13282 (orosz nyelven). Orosz Szövetségi Állami Statisztikai Hivatal, 2023. július 31.